# Tina Krajišnik
Tina Krajišnik (en alphabet cyrillique serbe : Тина Крајишник; en alphabet latin serbe : Tina Krajišnik), née Tina Jovanović (en alphabet cyrillique serbe : Тина Јовановић; en alphabet latin serbe : Tina Jovanović) le 12 janvier 1991 à Sarajevo (Yougoslavie, actuelle Bosnie-Herzégovine), est une joueuse de basket-ball serbe.

## Palmarès

### Sélection nationale
- Médaille d'or au Championnat d'Europe 2021